# ATP Challenger Launceston
Das ATP Challenger Launceston (offizieller Name: Launceston International, vormals Neville-Smith Forest Products Launceston) war ein Tennisturnier in Launceston, das zwischen 2015 und 2020 ausgetragen wurde. Es war Teil der ATP Challenger Tour und wurde im Freien auf Hartplatz ausgetragen. Luke Saville ist mit drei Titeln im Doppel Rekordsieger des Turniers.

## Liste der Sieger

### Einzel
| Jahr | Sieger           | Finalgegner      | Ergebnis       |
| ---- | ---------------- | ---------------- | -------------- |
| 2020 | Mohamed Safwat   | Alex Bolt        | 7:65, 6:1      |
| 2019 | Lloyd Harris     | Lorenzo Giustino | 6:2, 6:2       |
| 2018 | Marc Polmans     | Bradley Mousley  | 6:2, 6:2       |
| 2017 | Noah Rubin       | Mitchell Krueger | 6:0, 6:1       |
| 2016 | Blake Mott       | Andrei Golubew   | 6:74, 6:1, 6:2 |
| 2015 | Björn Fratangelo | Chung Hyeon      | 4:6, 6:2, 7:5  |

### Doppel
| Jahr | Sieger                           | Finalgegner                           | Ergebnis          |
| ---- | -------------------------------- | ------------------------------------- | ----------------- |
| 2020 | Evan King Benjamin Lock          | Kimmer Coppejans Sergio Martos Gornés | 3:6, 6:3, [10:8]  |
| 2019 | Max Purcell Luke Saville (3)     | Hiroki Moriya Mohamed Safwat          | 7:5, 6:4          |
| 2018 | Alex Bolt Bradley Mousley (2)    | Sekou Bangoura Nathan Pasha           | 7:66, 6:0         |
| 2017 | Bradley Mousley Luke Saville (2) | Alex Bolt Andrew Whittington          | 6:2, 6:1          |
| 2016 | Luke Saville (1) Jordan Thompson | Dayne Kelly Matt Reid                 | 6:1, 4:6, [13:11] |
| 2015 | Radu Albot Mitchell Krueger      | Adam Hubble Jose Statham              | 3:6, 7:5, [11:9]  |